# Tarek Mitri

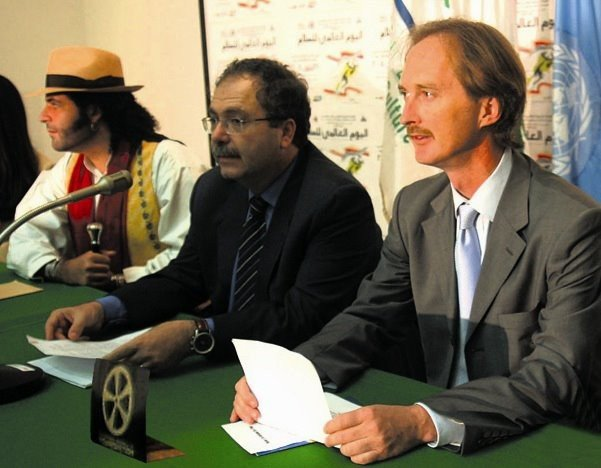
Tarek Mitri (Mitte)

Tarek Mitri (arabisch طارق متري, * 16. September 1950 in Tripoli) ist ein libanesischer Universitätsprofessor griechisch-orthodoxen Glaubens und unabhängiger Politiker, der in verschiedenen Staatsämtern diente.

## Leben
Tarek Mitri erhielt seinen Ph.D. in Politikwissenschaften an der Universität Paris X. Er arbeitete von 1982 bis 1991 als Lektor an der Université Saint-Joseph in Beirut. Zusätzlich diente er als Gastprofessor in mehreren internationalen Einrichtungen. Er hat ausgedehnte Erfahrungen bei der Förderung der christlich-moslemischen Beziehungen und veröffentlichte viele Schriften über dieses Thema. Mitri wurde im Jahre 2005 zum Staatsminister für Umwelt und Verwaltungsentwicklung der Libanesischen Republik. Er diente auch interimsweise als Außenminister, bevor im Jahre 2006 das Kabinett von Fouad Siniora gebildet wurde. Am 11. Juli 2008 wurde er zum Informationsminister des Kabinetts vom Ministerpräsidenten Siniora ernannt.
Am 12. September 2012 wurde er vom Generalsekretär der Vereinten Nationen, Ban Ki-moon, zum Sondervertreter und Kopf der Unterstützungsmission (UNSMIL) der Vereinten Nationen in Libyen ernannt.

## Sichtweisen
Tarek Mitri sagt, dass seine Rolle die eines Anwalts ist, der sich für die Freiheit der Meinungsäußerung und Gedankenfreiheit von Intellektuellen und Künstlern ausspricht. Mitri ist auch ein Verfechter der libanesischen Einheit.